# Próżno
Próżno – bagno, błoto w Polsce, w województwie warmińsko-mazurskim, w powiecie szczycieńskim, w gminie Pasym.

## Położenie i charakterystyka
Bagno leży na Pojezierzu Olsztyńskim (842.81), natomiast w regionalizacji przyrodniczo-leśnej – w mezoregionie Pojezierza Mrągowskiego. W sąsiedztwie znajduje się wieś Michałki. Otoczenie stanowią lasy należące do nadleśnictwa Olsztyn. Leży na obszarze zlewni pobliskiego jeziora Gulbik.
Nazwa Próżno znajduje się w państwowym rejestrze nazw geograficznych od 2014 roku i została do niego wprowadzona na podstawie wywiadu terenowego. Na mapie z 1935 roku oznaczone jako jezioro.
Według numerycznego modelu terenu obiekt znajduje się na wysokości 133,2 m n.p.m.
Bagno leży na terenie utworzonego w 1998 Obszaru Chronionego Krajobrazu Pojezierza Olsztyńskiego o łącznej powierzchni 40 997,4 ha.